# جون ماثيوز (لاعب كريكت)
جون ماثيوز (بالإنجليزية: John Matthews)‏ (2 أغسطس 1847 - 25 سبتمبر 1912) هو لاعب كريكت بريطاني (وحمل سابقاً جنسية المملكة المتحدة لبريطانيا العظمى وأيرلندا). لعب مع نادي مقاطعة غلوستر للكريكت ‏.